# Tito Quíncio Cincinato Capitolino (tribuno consular em 368 a.C.)
Tito Quíncio Cincinato Capitolino (em latim: Titus Quinctius Cincinnatus Capitolinus) foi um político da gente Quíncia nos primeiros anos da República Romana, eleito tribuno consular em 368 a.C..

## Tribunato consular (368 a.C.)
Em 368 a.C., foi eleito tribuno consular com Sérvio Cornélio Maluginense, Espúrio Servílio Estruto, Sérvio Sulpício Pretextato, Lúcio Papírio Crasso e Lúcio Vetúrio Crasso Cicurino.
Quando os tribunos da plebe Caio Licínio Calvo Estolão e Lúcio Sêxtio Laterano lideraram as tribos a votarem as suas próprias propostas a favor da plebe, mesmo com o veto expresso dos demais tribunos da plebe, controlados pelos patrícios. O Senado então nomeou Camilo ditador pela quarta vez, nominalmente para dar conta de um ataque dos velétrios, mas principalmente para impedir a votação das leis de Licínio e Sêxtio.
| “ | E como as tribos já haviam sido convocadas a votar e o veto dos colegas não impediu os promotores da lei, os patrícios, alarmados, recorreram a duas medidas extremas: o cargo mais alto e o cidadão acima de todos os demais. Decidiram nomear um ditador e a escolha recaiu sobre Marco Fúrio Camilo, que escolheu Lúcio Emílio como seu mestre da cavalaria. | ” |
|   | — Lívio, Ab Urbe Condita VI, 4, 38. |   |

## Mestre da cavalaria (367 a.C.)

### Identificação
Lívio o chama de Tito Quíncio Peno (em latim: Titus Quincius Pennus) e, como o sobrenome "Cincinato Capitolino" aparece nos Fastos Capitolinos, seu nome completo pode ter sido Tito Quíncio Peno Cincinato Capitolino (em latim: Titus Quincius Pennus Cincinnatus Capitolinus).

### História
Com os gauleses mais uma vez marchando em direção ao Lácio, patrícios e plebeus se uniram, apesar das enormes diferenças entre eles. Marco Fúrio Camilo foi nomeado ditador pela quinta e última vez, nomeou Tito Quíncio como seu mestre da cavalaria (magister equitum) e passou a organizar ativamente a defesa de Roma. Por ordem de Camilo, os soldados romanos receberam armaduras defensivas contra o principal ataque gaulês: o pesado golpe de suas espadas. Tanto elmos lisos de ferro quanto escudos bordeados em latão foram providenciados, além de grandes lanças, que ajudavam a manter afastadas as espadas inimigas.
Os gauleses acamparam às margens do rio Ânio, trazendo consigo grande quantidade de espólios obtidos em seus saques. Perto deles, nos montes Albanos, Camilo percebeu que estavam desorganizados e entregues às celebrações. E, assim, pouco antes do anoitecer, a infantaria leve romana conseguiu desmantelar as defesas gaulesas e, logo atrás, a infantaria pesada e os lanceiros conseguiram aniquilar o inimigo. Depois da batalha, os velérios se renderam voluntariamente. De volta à Roma, Camilo celebrou mais um triunfo.